# آنا بئاتریس کورئا
آنا بئاتریس کورئا (پرتغالی: Ana Beatriz Corrêa؛ زادهٔ ۷ فوریهٔ ۱۹۹۲) بازیکن والیبال اهل برزیل است.
از باشگاه‌هایی که در آن بازی کرده‌است می‌توان به باشگاه والیبال اوزاسکو اشاره کرد.